# Close Combat: First to Fight
Close Combat: First to Fight est un jeu vidéo de tir à la première personne développé par Destineer et édité par 2K Games, sorti en 2005 sur Xbox, Wii, Windows et Mac OS,,.